# Mikołaj Gomółka
Mikołaj Gomółka (Sandomierz, 1535 circa – dopo il 30 aprile 1591 e probabilmente il 5 marzo 1609) è stato un compositore polacco.
Può essere considerato uno dei primi compositori alla ricerca di uno stile nazionale polacco.

## Biografia
Il re Sigismondo II Augusto notò il giovane Gomółka ad una festa in città e lo introdusse alla sua Corte nel 1545. Dopo tre anni divenne allievo dello strumentista reale Jan Klaus, presso cui studiò per dieci anni il flauto, il violino, il liuto e lo sztort, una sorta di fagotto polacco. Successivamente Gomółka divenne anch'egli un musicista della Cappella reale. A Corte trascorse dodici anni.
Nel 1563 Mikołaj Gomółka lasciò la Corte e trascorse i successivi quindici anni nella sua città natale, dove ebbe impieghi non musicali. Nel 1578 trovò un potente protettore nella persona del vescovo di Cracovia Piotr Myszkowski, un eccellente umanista e mecenate di artisti e scrittori. In precedenza Myszkowski aveva commissionato a Jan Kochanowski la traduzione dei Salmi di Davide in polacco, stampata nel 1579 a Cracovia. Richiese quindi a Gomółka di musicare i Salmi polacchi. Ciò suggerisce che Kochanowski e Gomolka furono molto probabilmente a stretto contatto o avrebbero potuto addirittura aver collaborato allo stesso progetto. Dalla dedica si evince che la stampa dei Salmi di Gomółka fu resa possibile grazie al sostegno finanziario del vescovo Myszkowski. Un epigramma di Andrzej Trzecieski loda la collaborazione di Kochanowski e Gomółka.
Dopo il 1590 Gomółka fu alla Corte del cancelliere Jan Zamoyski, un altro generoso mecenate di Cracovia. L'ultima notizia certa riguardo a Gomółka è del 1591. È difficile accettare che i Salmi di Davide siano stati l'unica opera del compositore. I musicologi polacchi Kolberg, Jachimecki e Kosela hanno attribuito a Gomółka due Messe e due Lieder, ma queste opere si sono perdute, cosicché secondo tutti gli studiosi successivi queste affermazioni non sono confermate.